# Análisis de correspondencias
En estadística multivariante, el análisis de correspondencias es una técnica descriptiva desarrollada por Jean-Paul Benzécri. Suele aplicarse al estudio de tablas de contingencia y es conceptualmente similar al análisis de componentes principales con la diferencia de que en el análisis de correspondencias los datos se escalan de modo que filas y columnas se tratan de modo equivalente.
El análisis de correspondencias descompone el estadístico del test de la ji-cuadrado asociado a una tabla de contingencia en componentes ortogonales.
Dado que se trata de una técnica descriptiva, puede aplicarse incluso en circunstancias en las que la prueba anterior no es apropiada.
Existen distintas versiones de esta técnica, incluyendo:
- Detrended correspondence analysis
- Análisis de correspondencias canónico
- Análisis de correspondencias múltiple, una extensión a tablas de contingencia multidimensionales
- Análisis de correspondencias baricéntrico, que se aplica a problemas de discriminación basado en variables cualitativas

## Implementaciones
- Orange posee un módulo específico, orngCA
- R dispone de paquetes tales como ade4, ca y FactoMineR que implementan este tipo de análisis